# Betsy Ross
Betsy Ross, född Elizabeth Griscom, 1 januari 1752 i Philadelphia, Pennsylvania, död 30 januari 1836 i Philadelphia, Pennsylvania, var en amerikansk tapetserare som enligt en tradition sydde den första versionen av den amerikanska flaggan och formgav stjärnorna så att de blev femuddiga. Ursprungligen fanns det ingen bestämmelse för hur stjärnorna skulle placeras i stjärnbaneret och designen med de första 13 staterna i en cirkel kallas för Betsy Ross flagga.

## Biografi
Betsy Ross var ursprungligen kväkare, när hon gick i lära att bli tapetserare så träffade hon en annan lärling, John Ross, och de rymde till New Jersey där de gifte sig. John Ross var inte kväkare och därför uteslöts Betsy Ross ur gemenskapen. Paret startade en tapetserarverkstad och tillhörde därefter församlingen Christ Church i Philadelphia. Bland medlemmarna i den församlingen var det 15 som senare var med och skrev under självständighetsförklaringen, bland andra George Washington och John Ross fars bror George Ross Jr. Två år efter bröllopet, 1775, bröt Amerikanska frihetskriget ut och hennes make var medlem i milisen men dödades i en krutexplosion, och Betsy Ross blev änka vid 24 års ålder. Betsy Ross fortsatte med tapetserarverkstaden och sydde även tält och filtar samt gjorde muskötammunition till revolutionsarmén. Det var då som hon ska ha fått uppdraget att sy den första versionen av stjärnbaneret.
Enligt en annan berättelse distraherade hon den brittisktrogne översten Carl von Donop på julafton 1776, så att försvaret i Trenton försvagades när George Washington gick över Delawarefloden och inledde en överraskningskampanj i New Jersey på juldagen.
Hon gifte sig i juni 1777 med sjömannen Joseph Ashburn, och de fick två döttrar men den ena dog i späd ålder. Han tillfångatogs 1780 av britterna och avled i krigsfångeläger. Hon fick meddelandet av hans medfånge John Claypoole och tre år senare, 1783, gifte de sig och de fick fem döttrar vara en dog i späd ålder.
Betsy Ross överlevde även sin tredje make och fortsatte som tapetserare till 1827 då hennes syn försvagats och en av hennes döttrar tog över verksamheten. Betsy Ross flyttade hem till en annan dotter som hade en gård i Abington Township. Hon dog i sömnen 30 januari 1836, 84 år gammal, och begravdes på kväkarnas begravningsplats i Philadelphia, ungefär i korsningen Locust Street och 5th Street. Hennes stoft flyttades sedan 1857 till Mount Moriah Cemetery.
I en byggnad som traditionellt ses som hennes hem och tapetserarverkstad i Philadelphia, beläget på Arch Street 236 har blivit museum, historiskt minnesmärke, och 1975 flyttades hennes stoft till husets gård.

## Betsy Ross flagga

Den design på stjärnbaneret som uppkallats efter Betsy Ross.

Uppgiften att Betsy Ross skulle vara tillverkare av det första stjärnbaneret bygger på en familjetradition och presenterades offentligt först 1870 av hennes sonson William J. Canby. Det finns inga fakta som styrker påståendet att Betsy Ross verkligen skulle ha tillverkat flaggan eller att den hissades första gången i samband med uppläsandet av självständighetsförklaringen. Vissa historiker anser istället att kongressledamoten Francis Hopkinson är den mest trolige upphovsmannen till flaggan. Trots det fick historien fäste som en av legenderna vid bildandet av USA. William J. Canby hade ett kvitto som visade att Betsy hade sytt flaggor till amerikanska flottan. År 2015 hittades ett kvitto på George Washingtons gård Mount Vernon för en ganska stor order på sängkläder till John Ross, som ses som bevis på att George Washington gjorde affärer med tapetserarverkstaden och har träffat makarna Ross.
Enligt en tradition var det våren 1776, när hon som nybliven änka, fick i uppdrag av en delegation med bland andra George Washington att sy den första versionen av stjärnbaneret, bestående av 13 röda och vita ränder samt ett blått fält med 13 stjärnor i en cirkel. Delegationen visade en grov skiss och ville ha sexuddiga stjärnor som de menade var lättare att tillverka, men Betsy Ross visade hur man kunde vika en tygbit och klippa den med ett rakt snitt för skapa en femuddig stjärna, vilket den amerikanska flaggan har. Ursprungligen fanns det ingen bestämmelse för hur stjärnorna skulle placeras i stjärnbaneret och designen med de första 13 staterna i en cirkel kallas för Betsy Ross flagga. Flaggan som Betsy Ross påstås ha sytt skall ha hissats när USA:s självständighetsförklaring upplästes högt vid Independence Hall i Philadelphia den 8 juli 1776.